# Filozofia greacă clasică

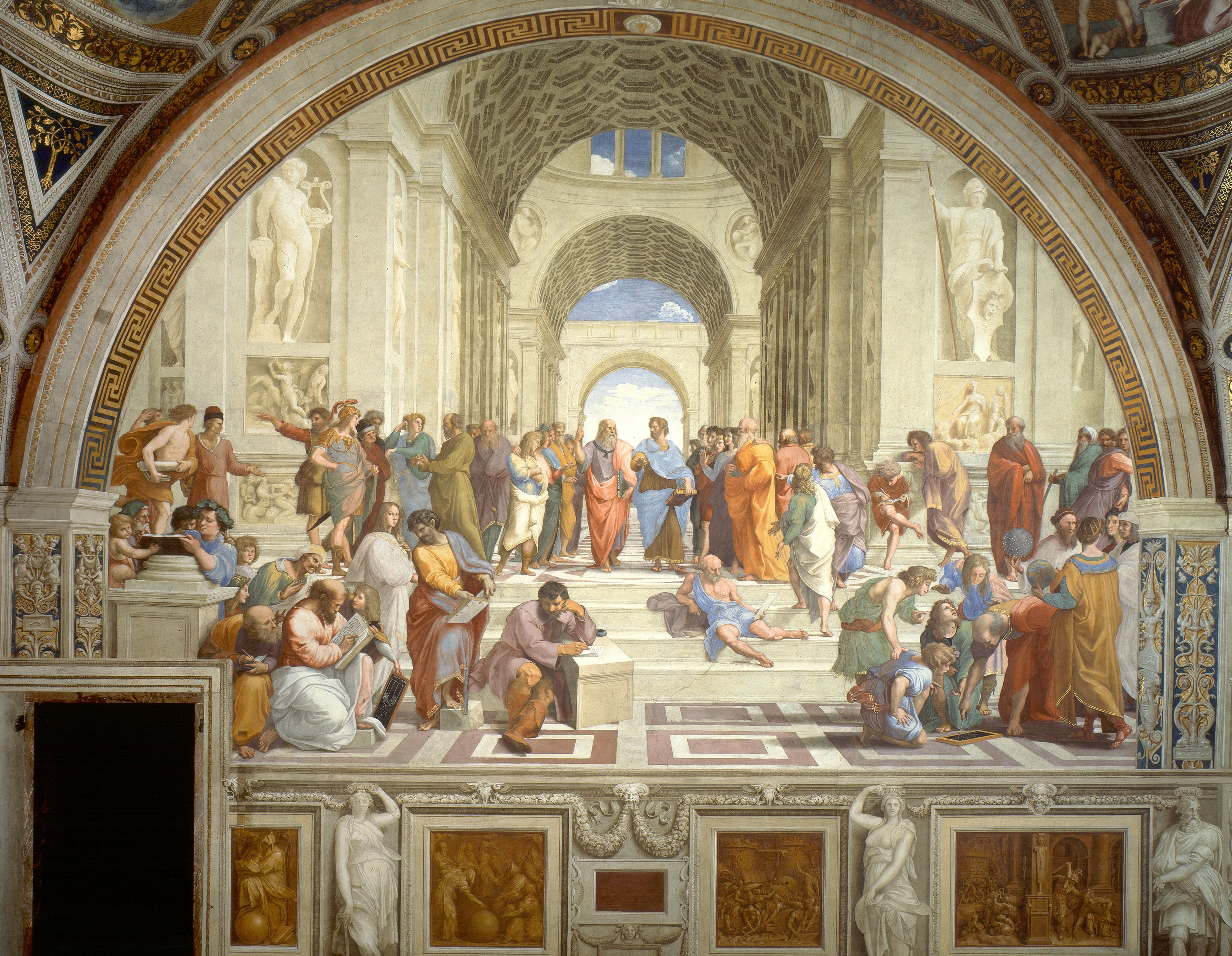
Școala din Atena de Rafael

Filozofia greacă  cunoscută și sub numele de filozofia elenă, se referă la curentele, inovațiile și metodele de analiză logică folosite de grecii antici.
Filozofia greacă este cel mai important curent filozofic ce a apărut în Europa, din el a evoluat filozofia romană, filozofia arabă, persană și filozofia renașterii și iluminismului, pavând drumul către modernitate.
Ea se baza,printre altele, și pe rolul logicii în comportamentul uman, conceptele create de greci au  influențat omenirea, una dintre cele mai importante rezultate ale filozofiei elene fiind metoda științifică.

## Începuturi
Nici logica nici cercetarea nu au început cu grecii antici, dar metoda Socratică alături de teoria formelor au reprezentat un avans ce a ajutat dezvoltarea unor domenii precum logica,geometria și științele naturale.
Gândirea științifică a grecilor s-a cristalizat în secolele VII – VI î.Hr., detașându-se, treptat, de cea religioasă. Spiritul lor critic, preocuparea pentru înțelegerea omului naturii și Universului i-au determinat să încerce depășirea explicațiilor tradiționale oferite de religie; tendința către alte căi de cunoaștere a adevărului, frumosului, fericirii, justiției și ordinii s-a accentuat în perioadele de intensificare a conflictelor interne din polisuri și a luptelor pentru hegemonie în Elada, din secolele V – IV î.Hr.
Dacă explicația clasică a apariției și existenței lumii se bazase timp de secole pe miturile homerice, pe acțiunea zeilor, în fruntea cărora trona familia patriarhală a lui Zeus, spiritul științific punea la îndoială schema divină încremenită în „ordine”, incapabilă să împiedice războaiele, molimele, omorurile și numeroasele nedreptăți umane. O parte dintre greci, bântuiți de teamă și neliniște, s-au orientat atunci spre misterele de origine orientală sau spre zeități precum Orfeu, Cybele, Sabazios, Dyonisios, în speranța atingerii unui prag superior al fericirii, prin inițiere sau într-o „viață de apoi”. Alții, însă, nu au încetat să caute răspunsuri raționale, străduindu-se să ajungă, prin abstractizarea gândirii, la principiile ce reglementau viața și moartea, existența Universului, destinul oamenilor. Pentru ei, știința, unită, pe atunci, cu filosofia, trebuia să suplinească religia oficială, acceptată doar ca un simplu exercițiu de ritual.

### Ionieni
Ionienii Thales din Milet, Anaximene, Anaximandru și Heraclit din Efes identificau ca elemente fundamentale ale naturii și cosmosului apa, aerul, infinitul (materie nedeterminată), focul. De la Heraclit, lumea începea să fie percepută în relație cu devenirea și lupta creatoare. Lupta contrariilor și unitatea lor fundamentală explicau natura fiecărui lucru (dielectrica).
Toți filozofii ionieni considerau că întreaga diversitate a lumii derivă dintr-un principiu material unic. Fiecare dintre ei însă considera că acest principiu este altceva și îl identifica cu câte o substanță perceptibilă. Thales aprecia că apa este principiul primordial al lumii, Anaximandru considera că substratul lucrurilor lumii este apeironul ( probabil materia nederminată și nesfârșită). Anaximene credea că aerul este elementul generator al tuturor lucrurilor iar filozoful Heraclit din Efes gândea că focul este principiul generator al tuturor celor existente.

### Pitagora

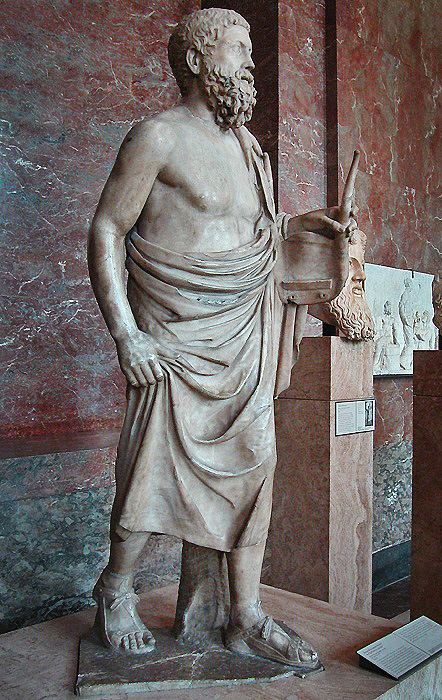
Pitagora

Pitagora, la rândul lui, fundamenta o adevărată filosofie a naturii și matematismului sistematic. „Totul este număr”, considera acest matematician, fizician, filosof și „zeu”, omul în jurul căruia s-a creat în secolul VI î.Hr. o mișcare (eterie) politico-militară, cu numeroase caracteristici de sectă ascetică și purificatoare (în sudul Italiei și Sicilia).
Grație lui Pitagora și pitagoricienilor, filosofia greacă își consolidează conceptul de Kosmos și armonie. Determinarea numerică devine armonioasă și este esențială pentru înțelegerea fenomenelor.

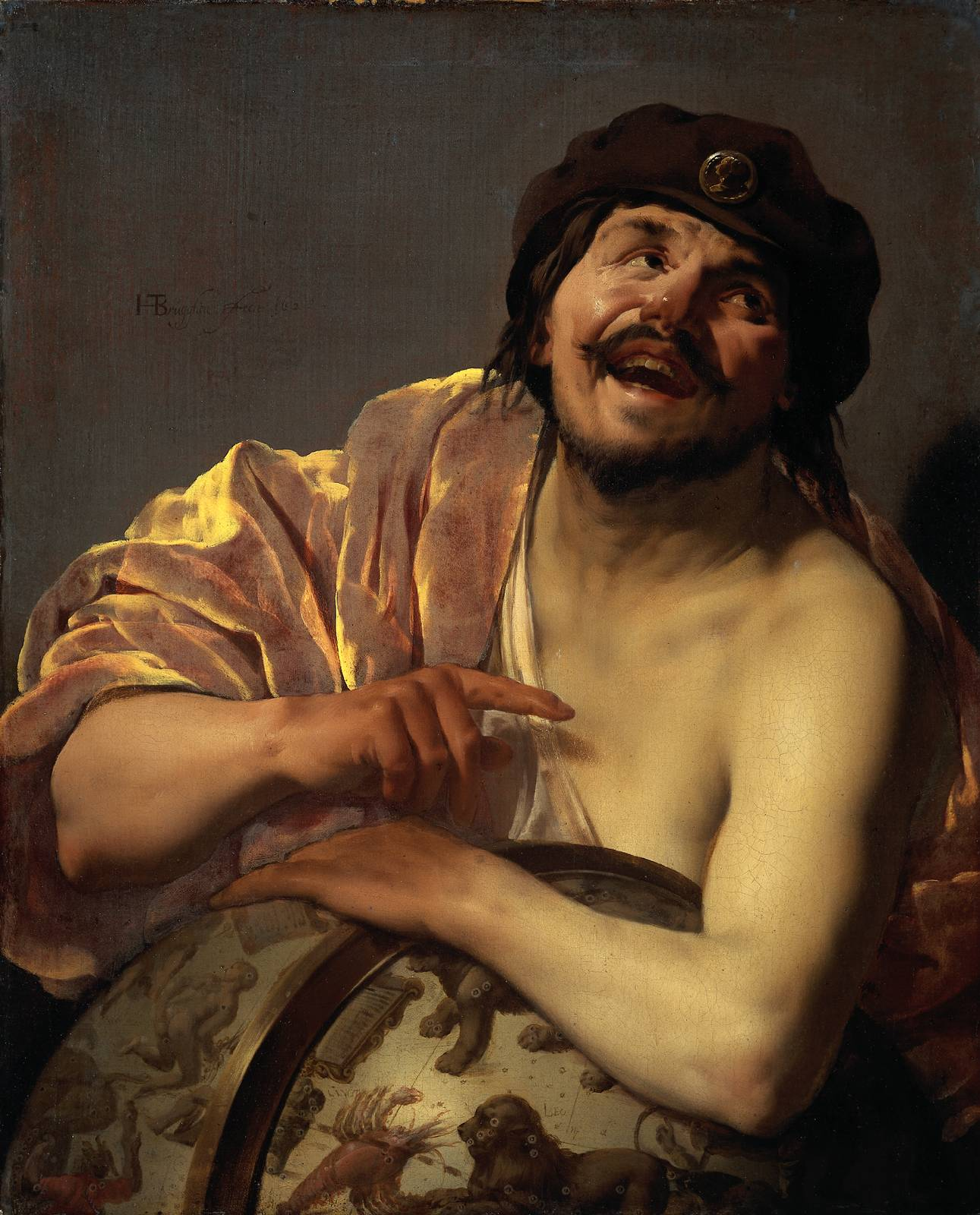
Democrit

### Socrate
Gândirea socratică gravitează în jurul cunoașterii de sine - Gnothi se auton. Esențială pentru om este capacitatea sa de a intra în relație de dialog, Socrate punând pe prim plan sufletul iar nu corpul. Pentru Socrate, cunoașterea propriei noastre ființe și a destinului acesteia se realizează pe două căi:
mediat, pe cale oraculară, prin metode mantice, divinatorii;
directă, prin cunoașterea de sine, care invită la contemplarea interioară, la introspecție, acțiune posibilă datorată intervenției daimonului.
Socrate a fost primul gânditor care a luat ca obiect al meditației sale ființa umană. Începând cu Socrate, omul devine în mod exclusiv o problemă pentru el însuși. "Persoana ta este sufletul tău" spunea Socrate (Platon, Alcibiade, 138e).

### Platon
În secolul IV î.Hr., Platon, filosof de la care ne-au rămas importante lucrări (dialogurile Phaidon, Republica, Legile etc.), pornind de la metoda lui Socrate – al cărui elev a fost – a creat dialectica și a făcut sinteza între raționalism și spiritualismul lui Pitagora. În sistemul său Ideile erau o realitate absolută și imuabilă, inaccesibilă cunoașterii raționale. Opera politică ne înfățișează, la maturitatea târzie, un Platon dezamăgit de tentativele de înfăptuire a „statului ideal” (condus de filosofi), dar capabil să ne transmită mesajul că scopul statului este să asigure ordinea, dreptatea.

### Aristotel

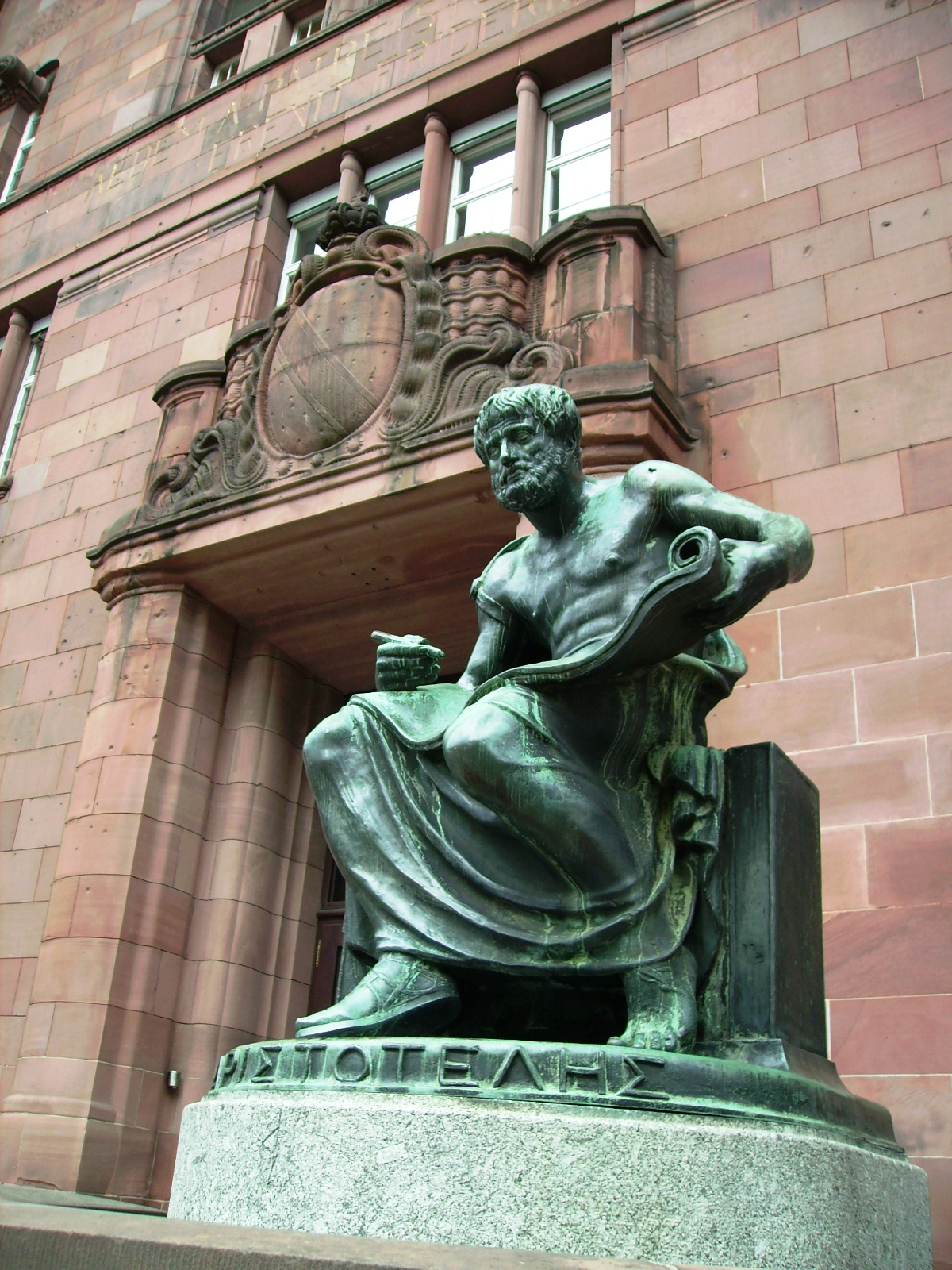
Aristotel

Discipol al lui Platon ,Aristotel (Greacă: Αριστοτέλης) (n. 384 î.Hr. - d. 7 martie 322 î.Hr.) a fost unul din cei mai importanți filosofi ai Greciei Antice, clasic al filosofiei universale, spirit enciclopedic, fondator al școlii peripatetice. Deși Platon a pus bazele filosofiei, Aristotel este cel care a tras concluziile necesare din filosofia acestuia și a dezvoltat-o, putîndu-se cu siguranță afirma că Aristotel este întemeietorul științei politice ca știință de sine stătătoare. A întemeiat și sistematizat domenii filosofice ca Metafizica, Logica formală, Retorica, Etica.
De asemenea, forma aristotelică a științelor naturale a rămas paradigmatică mai mult de un mileniu în Europa.A ridicat raționamentul (inducție și generalizare) la rangul de „cale a cunoașterii” științifice. Omul este perfecțiunea lumii vii, iar politica are drept scop fericirea lui prin justiție.

### Transmisia filozofiei grecești în Orientul Mijlociu
În Evul mediu, ideile filozofilor greci au fost pierdute în Europa de Vest. Odată cu căderea Romei, puțini oameni din vest știau să citească greacă. Califi Abbasizi au colecționat manuscise și au angajat translatori, pentru a-și mări prestigiul. Filozofi precum Al-Kindi (Alkindus), Al-Farabi (Alpharabius), Avicenna (Ibn Sina) and Averroes (Ibn Rushd), au reinterpretat filozofia greacă în contextul Islamului. Aceste reinterpretări au fost transimise europenilor în perioada târzie a evului mediu, prin translații făcute din Arabă în Latină.